# Peyton Sawyer
Peyton Elizabeth Sawyer è un personaggio immaginario interpretato da Hilarie Burton della serie televisiva One Tree Hill della The WB/CW; nella serie è un'artista visiva e musicale di talento.

## Sviluppo del personaggio

### Casting
Hilarie Burton è stata una delle VJ più importanti di MTV per due anni, con i suoi look e altre attività sullo schermo che fungono da risorse. Ha ospitato il suo show, MTV's Hits, ha contribuito a lanciare la Beach House della rete dalla costa del New Jersey nel maggio 2002 ed è stata regolarmente su TRL. Il suo lavoro di VJ in MTV le ha permesso di perseguire altre opportunità di carriera nel settore dei media, e alla fine l'ha portata a diventare Peyton. Burton, che ha preferito la recitazione come carriera, ha fatto il provino per la parte della figlia di Ed Harris nel film Radio. È stata incoraggiata dai successivi richiami, ma non ha ottenuto il ruolo. Il dipartimento del casting, tuttavia, la ricordò e le chiese di inviare un provino per One Tree Hill, e i produttori le avevano promesso un personaggio in cui "avrebbe potuto affondare i denti" - Peyton. "Burton è un'anima vecchia", ha dichiarato Mark Schwahn, il creatore della serie. "È fantastica. È sempre elettrizzata all'idea di lavorare, anche se è un po' nuova nella recitazione. È una gioia anche solo starle intorno".
Burton ha detto: "Non ho mai studiato recitazione o altro perché sono stata così fortunata con MTV. Sono convinta di aver avuto la possibilità di essere in One Tree Hill perché ho fatto un'apparizione in Dawson's Creek come me stessa, quando il cast è apparso alla MTV Beach House ". Ha aggiunto: "E la mia unica scena è stata con Chad Michael Murray (Lucas Scott). Quindi, ora Il Chad ed io ci siamo riuniti. Quanto è bizzarro ciò?". 
Per quanto riguarda la sua vita di attrice, Burton ha dichiarato: "Agli attori piace pensare che le loro vite siano molto difficili, ma non lo sono. Sì, corri molto. Ma lavoravo in un supermercato e in un bar. Quello è stato difficile. Questo è divertente."

### Personalità e guardaroba
Peyton è stata descritta come bella, intelligente, ferocemente indipendente e spesso ritratta come una delle principali vittime della serie. "Il mio personaggio è una brava ragazza, ma è anche un po' sessualmente suggestiva. Questo sicuramente non è il dramma di tua madre", ha detto Burton. "È molto contraddittoria. Sì, è una cheerleader, ma va anche a casa e ascolta la musica punk. Adora l'arte davvero dark e probabilmente strappa la testa alle bambole Barbie. Fondamentalmente, è un disastro." Burton ha detto che il personaggio potrebbe essere "un disastro", ma che era "così felice che qualcuno mettesse una ragazza come lei in TV. Non devi essere una cosa sola. Peyton l'ha fatto essere OK".
Burton ha detto che lei stessa è stata divisa tra cheerleader e hobby che non sarebbero necessariamente considerati hobby di una cheerleader durante il liceo. "Questo è parte del motivo per cui ho preso parte allo show, perché ero tipo, porca vacca, questa ero io al liceo." Burton ha detto che ci sono sempre stereotipi al liceo. "Le persone vengono messe in dei gruppi. " Sei un atleta, sei una cheerleader, sei un fenomeno da baraccone, sei nel gruppo di teatro. Ho avuto molti problemi a inserirmi in quei gruppi quando ero al liceo perché volevo far parte di tutti loro", ha detto. " Penso che sia così per un sacco di gente. Alcune persone hanno il coraggio di andare avanti e espandersi ed essere parte di tutto ed altre no. "Ha detto che One Tree Hill rappresenta le persone che sono multidimensionali e che amano più di una cosa." Alla gente piace più di una cosa. È bello che One Tree Hill lo dimostri", ha affermato.
Burton ha affermato che interpretare un'età più giovane (16 a 21 anni) non è stato un problema, tranne per un aspetto: "La mia unica preoccupazione era quando dovevo indossare di nuovo la mia uniforme da cheerleader. Dimentichi quanto sia esasperante - la vulnerabilità di indossare dei pantaloncini sportivi. "Ella ha detto che ha riletto alcuni dei suoi diari del liceo per ritornare "in quel posto "da studentessa del liceo, e che Peyton è stata simile a come era al liceo. Ha affermato che "Ha anche aiutato il fatto che la città in cui filmiamo, Wilmington, non sia troppo diversa dalla città natale in cui sono cresciuta la Virginia. Entrambe sono piccole città in cui gli sport delle scuole superiori hanno giocato un ruolo importante".
Inizialmente, il personaggio non è stato ben accolto. Ella venne fuori come troppo arrabbiata e schizzinosa per alcuni spettatori. "All'inizio, il pubblico ha rifiutato il suo personaggio perché, beh, era cattiva con il nostro eroe (Lucas)", ha detto Schwann. "Ed è carina e popolare." Burton dichiarò, "Stava ricevendo molte critiche. [La persone stavano dicendo], 'Oh, è questa tipo di cheerleader. È come, se sai, questa ragazzina carina. Vuole fare la dura e l'arrabbiata". Schwann ha deciso di ammorbidire un po' il personaggio, incluso stabilire un legame con il personaggio di Haley James, la migliore amica di Lucas, e alla fine ha preso piede con il pubblico. "Questa è stata la nostra sfida, perché è stata progettata come, ed è diventata invece il centro morale dello show", ha detto Schwahn.
Il guardaroba del personaggio originariamente racchiudeva un aspetto rocker ma femminile. Andava in giro in un'auto vintage, ascoltando il rock rumoroso, spesso indossando una maglietta dei Ramones. "Burton - La adoro e basta. Lavorare con lei è stato meraviglioso. Per lei, Peyton è più una ragazza fai-da-te. Ama la musica, l'arte, è un personaggio così ricco che ci sono molte cose diverse su cui attingere", ha dichiarato la costumista di One Tree Hill, Carol Cutshall. "Ella a volte indossa solo una camicia di flanella scozzese perché sta dipingendo. Alcuni giorni sarà in una maglietta da concerto. Dobbiamo trovare la maglietta da concerto giusta. Le alterno molto." Cutshall avrebbe preso una maglietta da concerto da uomo e la faceva indossare a Burton. "È anche molto, molto snella, quindi li affusolerò fino alla sua figura. Ne usciamo con una specie di maglietta rock unica nel suo genere. Prendo qualcosa e poi lo trasformo nel mio pezzo di abbigliamento ", ha detto Cutshall. I marchi principali di Peyton sono stati Cheap Monday, Levi's, alcuni Diesel e Miss Sixty.
Alla fine Schwahn iniziò a cambiare gli stili del personaggio, specialmente nella quarta stagione ed oltre. Burton ha detto: "Il guardaroba di Peyton è cambiato un po', il che è bello per me, perché io sono... Nella vita reale sono di sette anni più grande, ed ho indossato magliette e jeans, e scarpe da ginnastica Converse per cinque anni." Ella ha detto che dopo qualche tempo, questo ha pesato sulla sua femminilità. Con il salto temporale di quattro anni, Peyton ha potuto indossare più gonne e abiti, anche quelli più corti. "Le tette non sono più grandi, ma le gambe sono di fuori", ha detto la Burton. Schwahn aveva la personalità di Peyton a complementare quella di Lucas e descriveva la loro storia d'amore come anime gemelle destinati ad essere una cosa sola. Burton ha spiegato l'attrazione del suo personaggio nei confronti di Lucas, dicendo che vede Peyton interrogarsi molto sulla sua vita, simile a come Murray immagina Lucas, e pensa che Peyton differisca spesso dai suoi amici in quello che per lei è importante – proprio come Murray ha detto di sentirsi quando era bambino.